# Light Up the Night
"Light Up The Night" é uma canção pelo grupo americano de música hip hop Black Eyed Peas. Foi escrita por William Adams, Allan Pineda, Keith Harris e Walters Ricky. A canção foi lançada em 24 de novembro de 2010 em todo o mundo e em 26 de novembro no iTunes. Foi o segundo single promocional do álbum como parte do "Countdown to The Beginning", sendo o primeiro "Do It Like This".

## Composição
Light Up the Night usa o sample da canção de Slick Rick: "Children’s Story".

## Recepção
Chad Grischow do IGN disse que a canção possui "ritmo agitado e muito barulho". Gavin Martin do Daily Mirror disse que "A determinação da banda em misturar passado, presente e futuro é divertido, principalmente na canção Light Up the Night, onde uma voz sintetizada de Fergie diz: "espere um pouco".

## Créditos pessoais
- Vocais – Will.i.am, apl.de.ap, Fergie, Taboo
- Compositores – Will.i.am, apl.de.ap, Keith Harris, Ricky Walters
- Produtor – Will.i.am
- Guitarra – Alain Whyte
- bateria, Sintetizadores, Baixo – will.i.am
- Sintetizadores – DJ Ammo

## Desempenho nas paradas
| Parada (2010)             | Melhor posição |
| ------------------------- | -------------- |
| Canadá (Canadian Hot 100) | 99             |

## Histórico de lançamento
| Local     | Data                   | Formato          |
| --------- | ---------------------- | ---------------- |
| Worldwide | 24 de novembro de 2010 | Digital Download |
| iTunes    | 26 de novembro de 2010 | Digital Download |